# エドゥアルド・カノ・デ・ラ・ペーニャ
エドゥアルド・カノ・デ・ラ・ペーニャ（Eduardo Cano de la Peña、1823年3月20日 - 1897年4月4日）は、スペインの画家、イラストレーターである。歴史画を描いた。

## 略歴
マドリードで建築家の メルチョール・カノ(Melchor Cano: 1794-1842)の息子に生まれた。父親の仕事のため、幼い頃にセビリアに移った。セビリアの王立美術学校(Real Academia de Bellas Artes de Santa Isabel de Hungría)で学び始めたが、1842年に父親が亡くなった後、マドリードに移り、マドリードの王立サン・フェルナンド美術アカデミーでホセ・デ・マドラーソやフェデリコ・デ・マドラーソ、カルロス・ルイス・デ・リベラ(Carlos Luis de Ribera)に学んだ。プラド美術館の館長、ホセ・デ・マドラーソが企画し、多くの画家がスペインの歴代国王の肖像画を制作するプロジェクトにも参加した。パリで修行にでて、パリで描いた歴史画は1856年のスペインの全国展(Exposición nacional)に出展され一等のメダルを受賞し、1858年の全国展でも一等メダルを受賞した。
スペインに帰国した後、セビーリャ美術館の学芸員に任じられ、セビリアの王立美術学校の教授を務めた。
イラストレータとしては「El Arte en España」や「エル・ムセオ・ウニベルサル」、「 La Bonanza」といった雑誌の挿絵を描いた。

## 作品

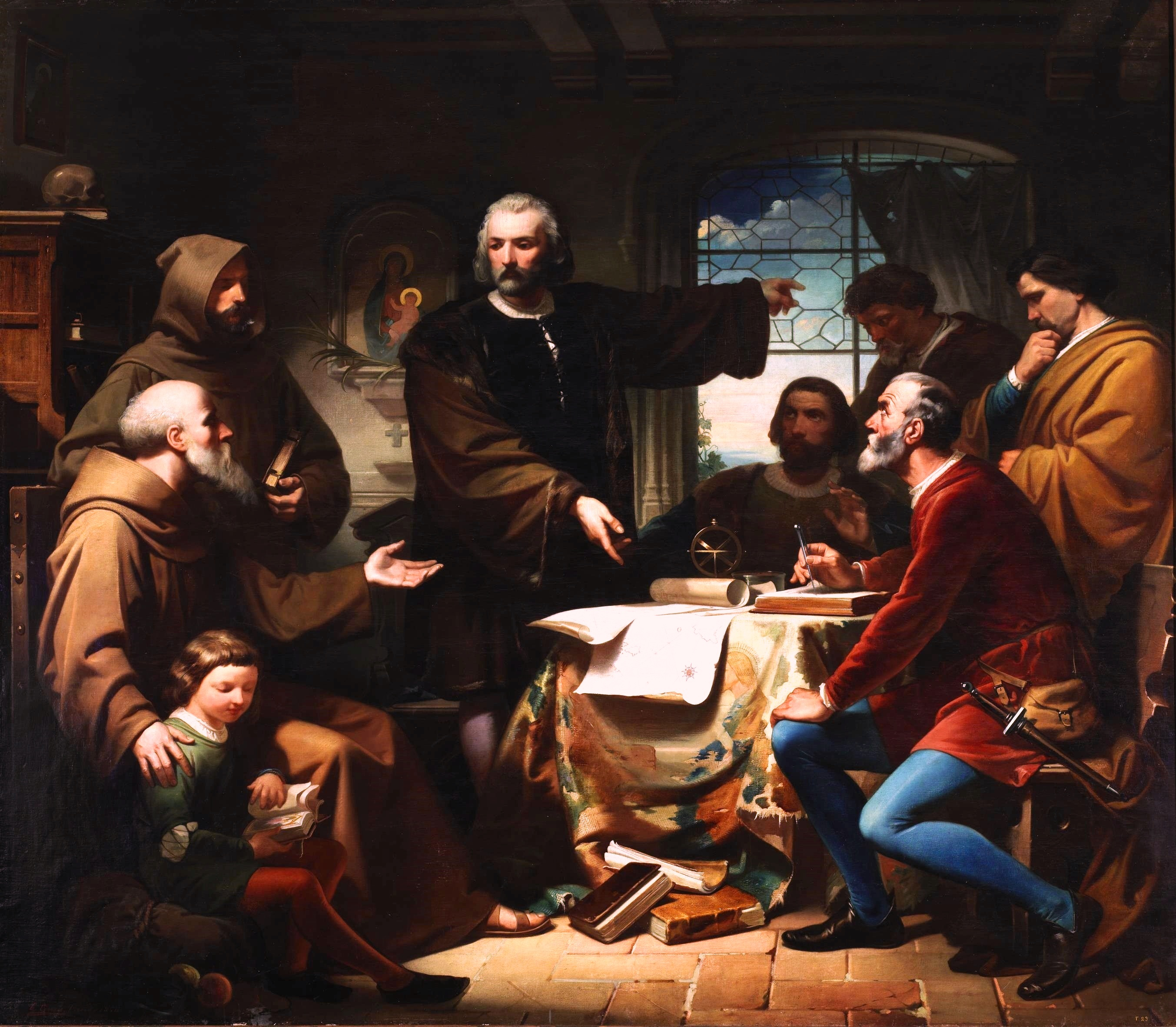
ラ・ラビダ修道院のクリストファー・コロンブス　(1856)
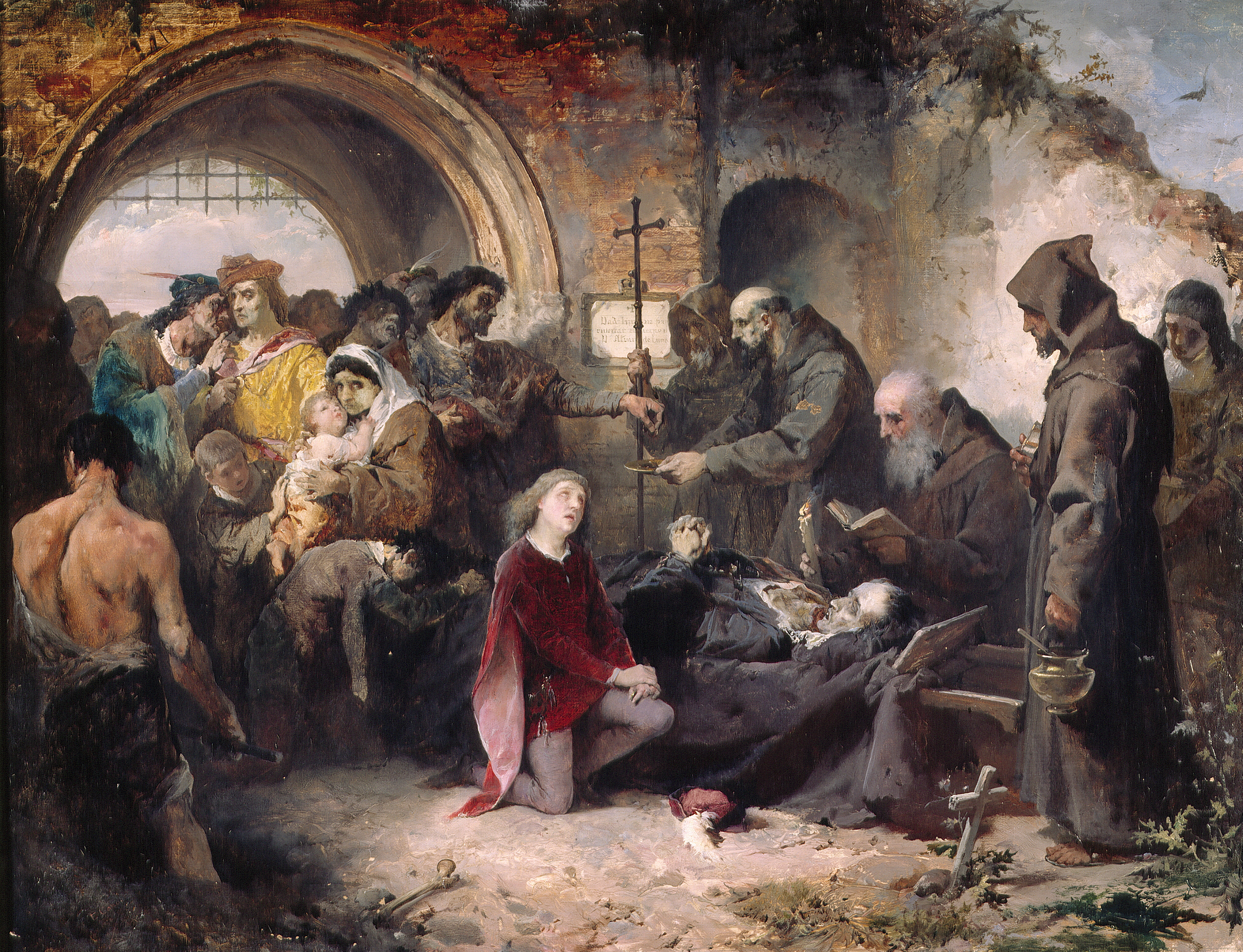
"Entierro del condestable don Álvaro de Luna" (1858)
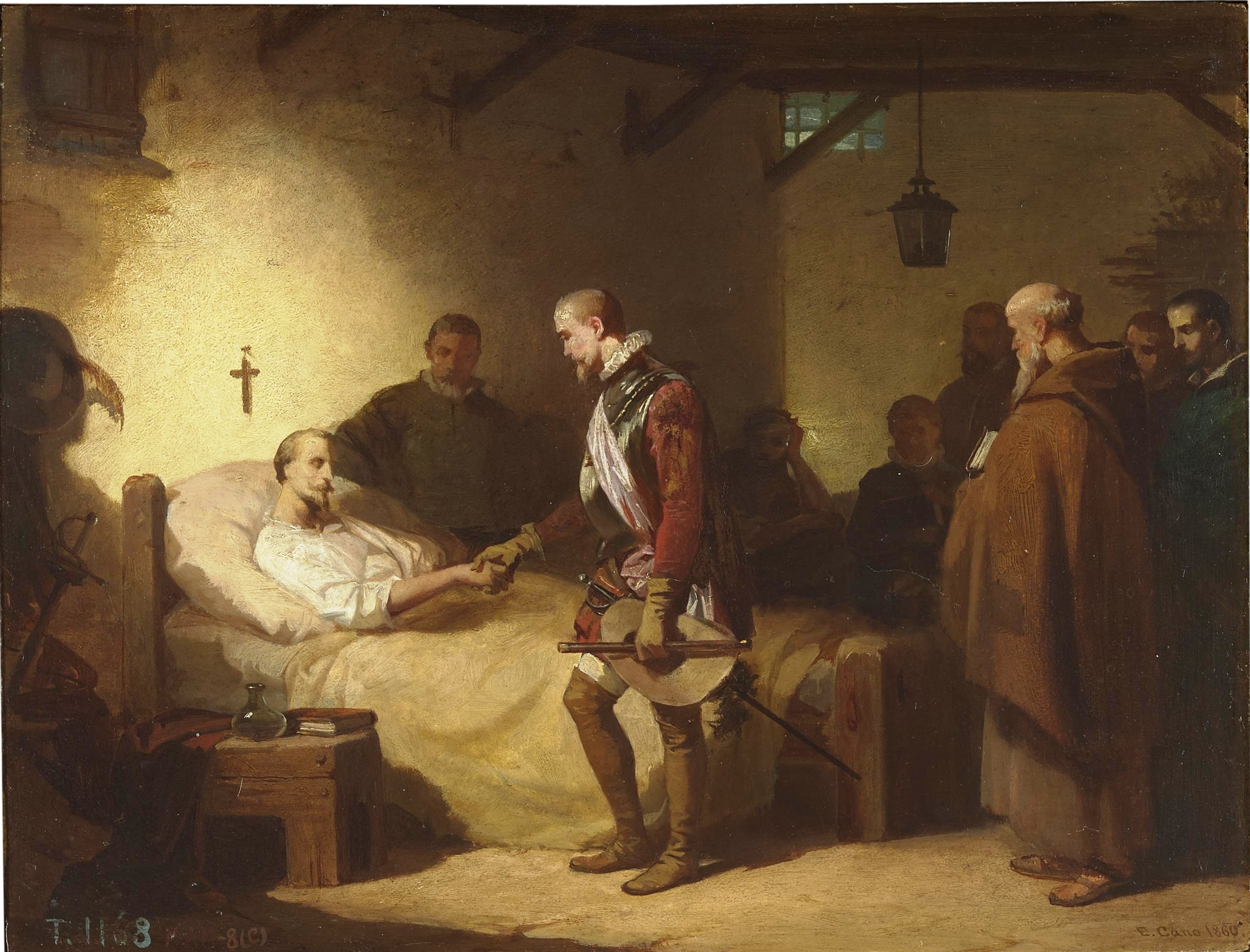
セルバンテスとドン・フアン・デ・アウストリア(1860)

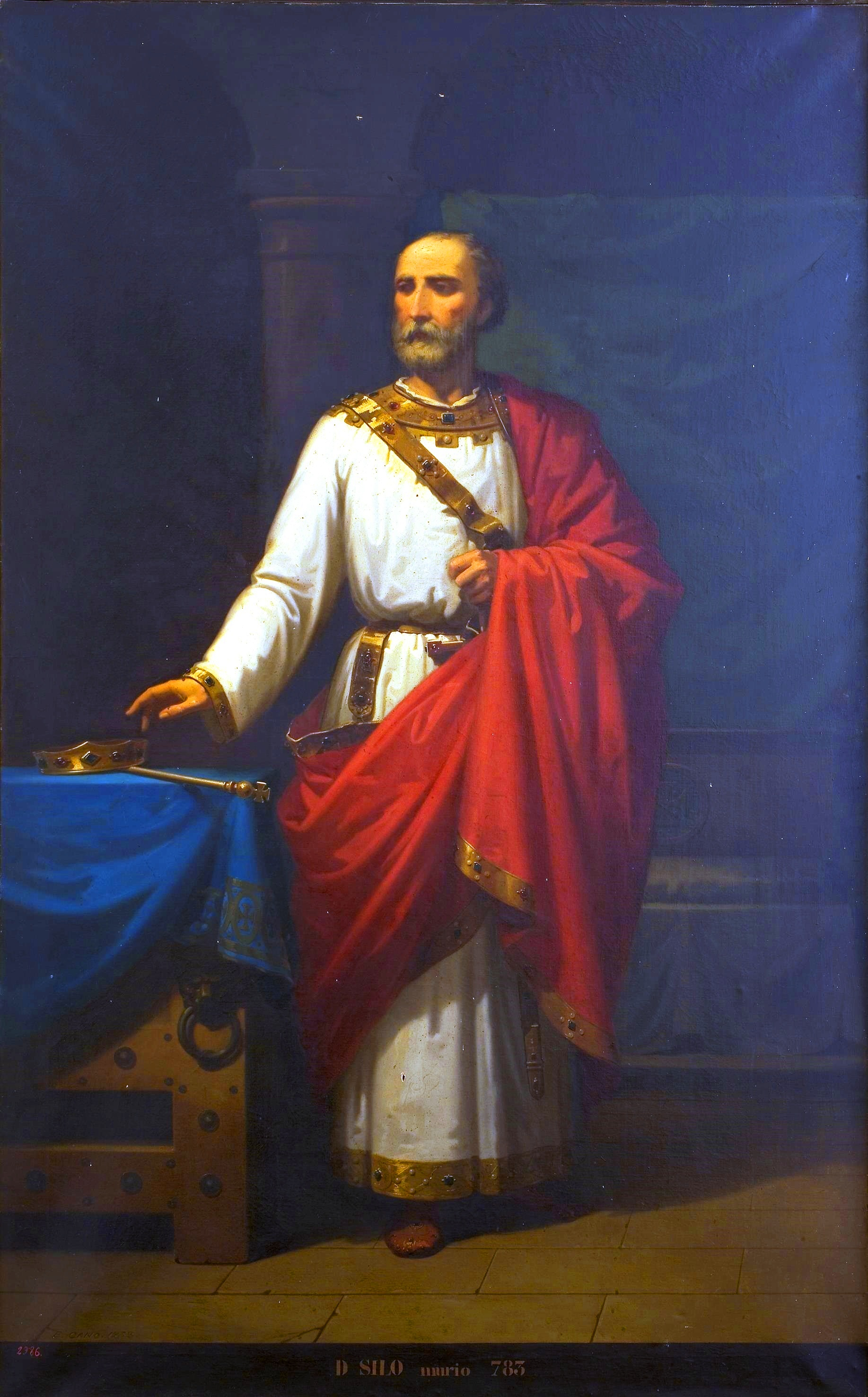
アストゥリアス王シロ (1853)
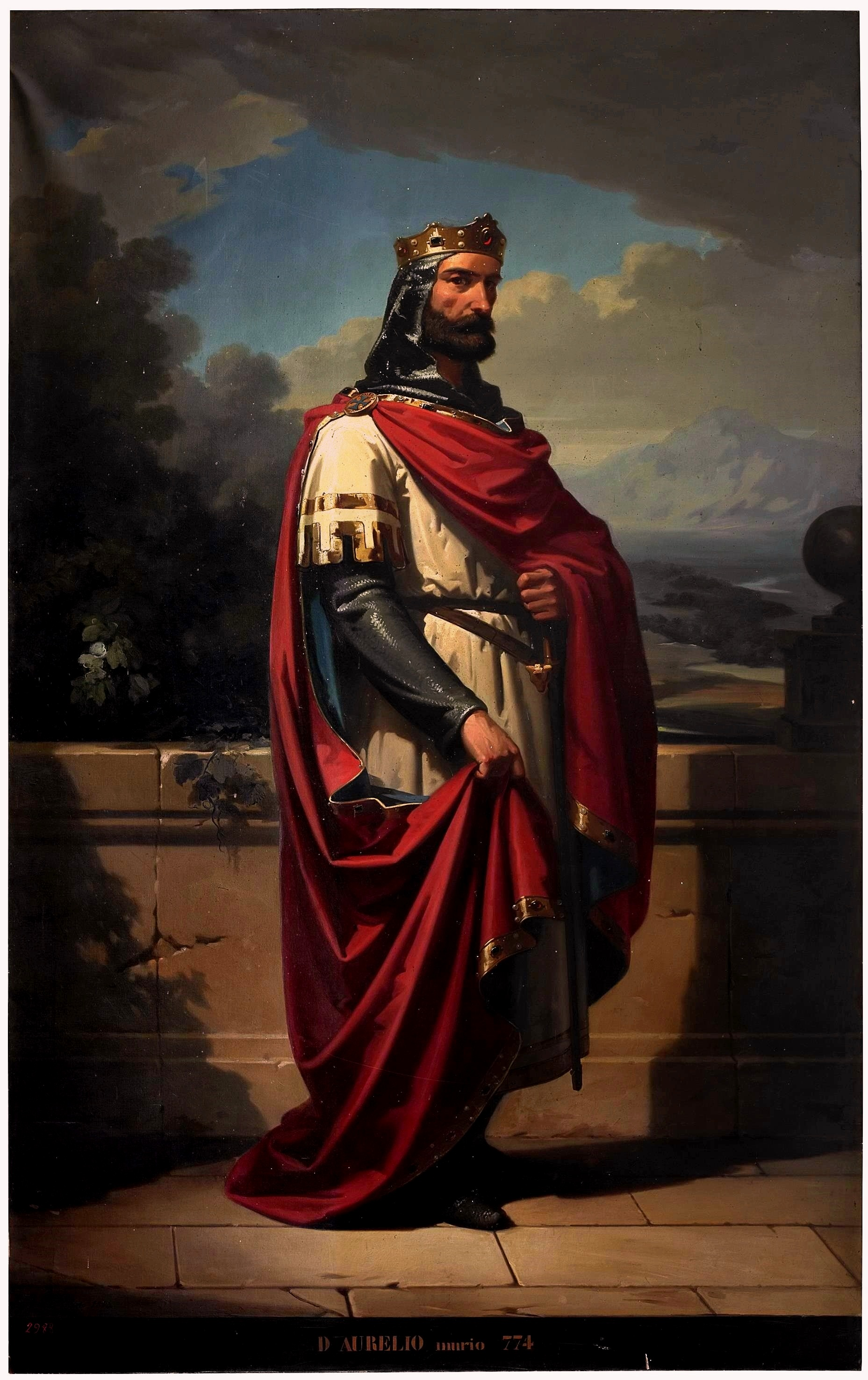
アストゥリアス王アウレリオ
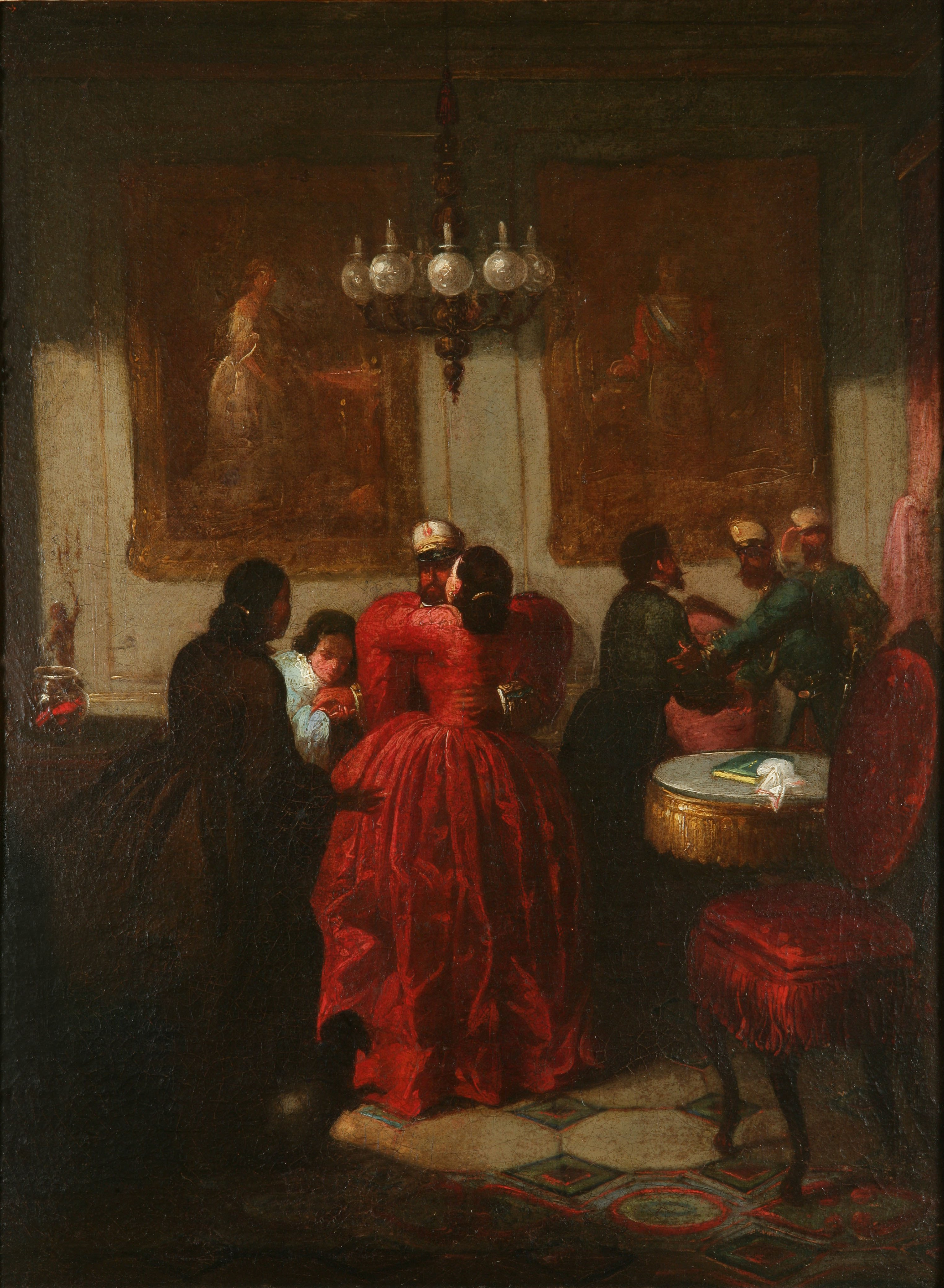
アフリカの戦争からの帰還
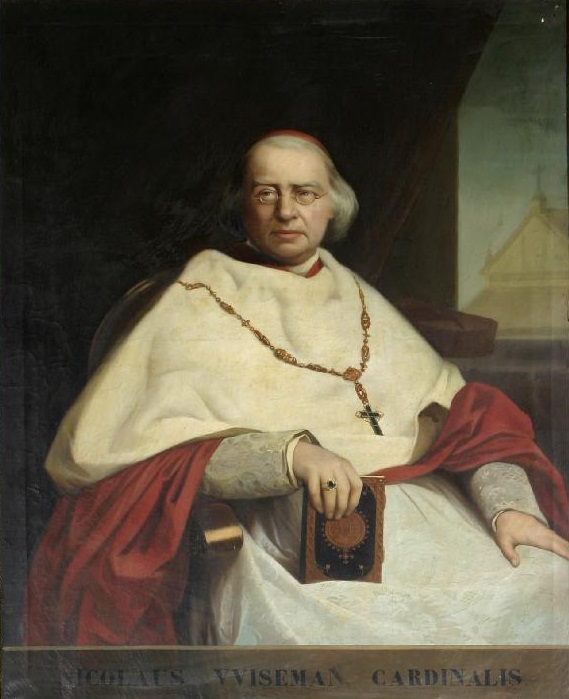
枢機卿Nicholas Wiseman